# Красная Вешня
Красная Вешня — деревня в Куньинском районе Псковской области России. Входит в состав Боталовской волости.

## История
В XIX веке в деревне была почтовая станция.
До революции деревня относилась к Великолукскому уезду Псковской губернии.

## Известные люди
В деревне родился генерал-майор Александр Константинович Иванов.